# Tephras
Tephras è un demone della mitologia ebraica, soprannominato anche "spirito della cenere", descritto come uno che porta la testa in alto ma il corpo è piegato come una lumaca portando sempre con sé una tempesta di polvere.

## Origini
Tale demone è descritto nel Testamento di Salomone, testo apocrifo dell'Antico Testamento.
Il demone Tephras fu convocato dal re Salomone, dato che questi non poteva sottrarsi alla volontà del sovrano d'Israele per mezzo della gloria di Dio rappresentata da un anello che Salomone ebbe in dono. Tephras, allora, svelò al sovrano di essere colui che porta oscurità sugli uomini, incendia i campi e non porta nulla di buono alle fattorie, attivo prevalentemente d'estate. Infine, svelò l'angelo a cui è sottoposto, ossia l'arcangelo Azael.
Dopo ciò, Salomone lo sigilla e lo costringe ad afferrare e sollevare pietre per gli operai del Tempio di Dio, mansione che eseguirà fino a quando la gloria di Dio non si allontanerà da Salomone.